# 吕媭
吕媭（？－前180年），也寫作呂須，汉高祖皇后吕雉的妹妹，吕公最小的女儿。漢名將舞陽侯樊哙之妻。

## 簡介
汉高帝刘邦死前，樊哙被人誣陷，說要謀害劉如意與戚夫人，刘邦一怒之下，令陈平去將樊哙賜死，樊哙正在征討盧綰。但陈平畏懼呂太后，又念及往日与樊哙的情谊，只是将樊哙拿下，送往长安，讓劉邦自己處理。到達長安時劉邦已駕崩，汉惠帝即位，呂后掌權，樊哙隨即被赦免。但吕媭知道這是陈平献的计策，一直不滿陈平，多次向姐姐吕太后进谗言说：“陈平拜相，不理政务，每天飲美酒，玩女人。”陈平知道被吕媭進讒言之後，加倍喝酒、玩女人。吕太后闻知此事，暗自高兴。她当着吕媭的面对陈平说：“俗语说‘小孩跟妇女的话都不可相信’，就看你对我怎么样了。不要怕吕媭说你的坏话。”吕太后立吕氏宗族的人为王，陈平假装顺从这件事。
汉惠帝駕崩后，吕后繼續臨朝聽政，此时吕姓外戚诸侯王權力已經大於刘姓宗室。吕媭也因其姐一人独大的权势，得罪了不少朝廷重臣。后在陈平、周勃等元老主持下的夷灭诸吕斗争中被「笞殺」。樊噲與呂嬃所生的嫡子樊伉襲位為舞陽侯，嫡女嫁给营陵侯刘泽。樊噲死後九年，周勃、陳平等元老因呂后駕崩，發動夷滅諸呂，因為樊伉是呂嬃的兒子，因此也被株連而處死。

## 亲属
- 父亲：吕□
- 母亲：□氏
- 大哥：吕泽
- 二哥：吕释之
- 大姐：吕长姁
- 二姐：吕雉
- 丈夫：樊哙
- 长子：樊伉（死于诛吕安刘），儿媳：□氏
- 长女：樊□，女婿：燕王